# Chřipkové infekce ptáků
Chřipka (influenza) je nakažlivé virové onemocnění postihující dýchací cesty savců včetně člověka, často doprovázené horečkou a celkovou slabostí. Název „influenza“ pochází ze středověké představy, že nemoc má původ ve vlivu (influx) hvězd. Původcem nemoci je virus z čeledi Orthomyxoviridae, nejčastěji typu Influenza virus A. Důležitou úlohu v přenosu a šíření chřipkového viru do různých zeměpisných oblastí mají infikovaní migrující ptáci (zejména vodní ptáci). Jsou také považováni za dočasný zdroj nových chřipkových virů, z nichž některé mohou být i příčinou epidemií až pandemií u zvířat i lidí. Žádní divocí ptáci ale zatím nebyli prokázáni jako rezervoár HPAI virů v přírodě, s jedinou výjimkou a to byl výskyt HPAI u rybáků v Jižní Africe v roce 1961. Většina pandemických kmenů viru chřipky má svůj původ v Číně, kde se vyskytuje chřipka po celý rok a kde přetrvávají v kachnách chřipkové viry A všech subtypů.
Název "chřipka" neodpovídá u ptáků charakteru chřipky u savců, patogenezi choroby a způsobu šíření infekce. Většina kmenů chřipkových virů byla izolována z ptáků zdravých, z trusu nebo vnitřních orgánů, což je zcela výjimečné u savců. Dále je to také variabilita klinických projevů od asymptomatických až po generalizované smrtelné infekce, široké spektrum ptačích druhů přechovávajících virus, rozdílné způsoby přenosu (kromě respiračního způsobu také přenos alimentární cestou, šíření viru trusem a vodou) a existence velkého množství subtypů a variant viru chřipky ptáků.
Vysoce virulentní kmeny viru chřipky mohou způsobovat u drůbeže ekonomicky i hospodářsky velmi závažné onemocnění, dříve nazývané „klasický mor drůbeže“, později "chřipka drůbeže" a dnes „vysoce patogenní aviární influenza“. První zprávy o výskytu „moru“ pocházejí z Itálie (Perroncito, 1878), na možnou virovou povahu původce poukázali v roce 1901 Centanni a Savunozzi. První ptačí chřipkový virus, později označený A/chicken/Brescia/02/H7N1 a dnes klasifikovaný jako HPAI virus, byl izolován z hromadného onemocnění drůbeže v roce 1902. Nemoc se počátkem 20. století rozšířila do chovů drůbeže v celé Evropy. V roce 1955 byl virus „moru“ klasifikován jako influenza virus A a byla prokázána jeho příbuznost s chřipkovými viry člověka, prasat a koní.
Od roku 1960 byly infekce nepatogenními až slabě virulentními chřipkovými viry typu A (angl. low pathogenic avian influenza A viruses, LPAI viruses) diagnostikovány u více než 90 druhů z 12 řádů ptáků. Ptáci, zejména migrující vodní ptáci (Anseriformes, Charadriiformes), jsou považováni za častého hostitele tohoto typu virů. Infekce LPAI virusy probíhá u divoce žijících ptáků většinou bez příznaků, případně jen jako střevní infekce. Pouze ojediněle dochází k onemocnění a k jejich úhynu. Průběh infekce závisí na věku, druhu a pohlaví hostitele, biologických vlastnostech viru, souběžných infekcích, imunosupresi a podmínkách prostředí. Přímým kontaktem s infikovanými divokými ptáky nebo zprostředkovaně přes infikované domácí kachny a husy se může infikovat i hrabavá drůbeže, která není přirozeným hostitelem influenzových A virů. Infekce se pak může v hejnu drůbeže rozšířit i dlouhodobě přetrvávat. Onemocnění ptáků vyvolané těmito slabě patogenními kmeny viru influenzy A (LPAI) je označováno jako „aviární influenza“ a podle zákona o veterinární péči č. 166/1999 Sb. považováno za nebezpečnou nákazu.
Ke vzniku vysoce virulentních chřipkových virů typu A (angl. highly pathogenic avian influenza A viruses, HPAI viruses) dochází nejčastěji u vodních ptáků anebo drůbeže mutací nebo rekombinací genomů LPAI virů a ti pak mohou krátkodobě sloužit jako zdroj nového rekombinantního viru v přírodě. To však neznamená, že malá skupina divokých ptáků nemůže sloužit jako rezervoár HPAI virusů získaných od drůbeže. Onemocnění ptáků včetně drůbeže vyvolané těmito vysoce patogenními kmeny viru influenzy A (HPAI) je označováno jako „aviární influenza (vysokopatogenní)" a je podle zákona o veterinární péči č. 166/1999 Sb. považováno za nákazu podléhající povinnému hlášení Evropské komisi a členským státům EU.

## Příčiny nemoci (etiologie)
Původcem chřipky savců i ptáků jsou virusy rodu Influenza virus A z čeledě Orthomyxoviridae. Viriony influenzových virů typu A (IVA) jsou částice průměrné velikosti 80-120 nm. Jejich obal obsahuje důležité povrchové projekce – trimer hemaglutinin (HA) a tetramer neuraminidázu (NA). Důležitou biologickou vlastností IVA je schopnost vytvářet antigenní variace – antigenní posun (drift) a antigenní zvrat (shift). Např. jestliže je hostitelská buňka infikována dvěma geneticky odlišnými chřipkovými viry, může se přeskupením mezi dvěma segmentovanými genomy vytvořit 28, tj. 256 nových kombinací virů. Tak dochází v přírodě ke vzniku antigenně zcela „nových“ chřipkových virů. Na vzniku antigenních variant chřipkových virů se nejčastěji z ptáků podílí drůbež a vodní ptáci, zejména divoké kachny.

### Virulence
Ptačí chřipkové viry se kromě širokého okruhu hostitelů také vyznačují značnou variabilitou v patogenitě i virulenci (apatogenní až vysoce patogenní izoláty). Virulence viru je také ovlivňována druhem, věkem a imunitním stavem hostitele, interkurentními infekcemi a podmínkami prostředí. Virus patogenní pro hostitele určitého ptačího druhu nemusí být škodlivý i pro jiný druh, např. izoláty od krůt a kura jsou obvykle méně virulentní pro kachny; podobně i izoláty od pštrosů jsou často nepatogenní pro drůbež. Virusy stejného subtypu HA a NA se mohou lišit virulencí i pro hostitele téhož druhu a mohou být i avirulentní. Virulence chřipkových virů tedy nesouvisí jen s jejich genetickou výbavou či jen s hostitelem; je výsledkem vzájemné interakce viru, hostitele a prostředí. Proto při identifikaci izolovaného viru nestačí pouze určení subtypu HA a NA, ale je nezbytné zjistit i jeho virulenci pomocí biologických testů patogenity (přesná pravidla pro diagnostiku ptačí chřipky navrhují mezinárodní komise)

### Přenos
Po zavlečení nákazy do chovu drůbeže se infekce šíří horizontálně – při úzkém, bezprostředním kontaktu infikovaných a vnímavých jedinců (aerogenní infekce) a velmi často také nepřímo prostřednictvím ošetřujícího personálu, trusem kontaminovanými předměty, krmivem, vodou, technologií, podestýlkou aj. Chřipkové viry mají menší nakažlivost (infekciozitu) než virus Newcastleské nemoci – infekce se plošně vždy nešíří, někdy i v bezprostředním sousedství nemocných ptáků ustájená drůbež se nenakazí.
Možný je i přenos násadovými vejci (vertikální přenos). Krůty mohou být také infikovány při umělé inseminaci druhotně kontaminovaným semenem. Účast bezobratlých v epizootologii chřipky není známa. Názory na možnost přenosu infekce vzduchem na větší vzdálenost se různí.
Častější výskyty nemoci bývají na podzim a v zimě, u kachen také na jaře v průběhu snáškového cyklu. Vznik a průběh onemocnění potencují stresové faktory – podmínky prostředí (změna počasí, chlad, vysoká koncentrace drůbeže na plošnou jednotku, špatné mikroklima a nedostatečná zoohygiena chovu), vakcinace, imunosuprese aj. Sekundární bakteriální a plísňové infekce (E. coli, P. multocida, Mycoplasma gallisepticum, M. meleagridis, Bordetella avium, infekce paramyxoviry APMV-2, Salmonella spp., Riemerella anatipestifer, Aspergillus spp., aj.) rovněž zhoršují průběh onemocnění. Naopak chřipkové virusy mohou také být komplikujícím faktorem při jiných chorobách.
Odolnost ptačích IVA v prostředí je průměrná; jsou ale schopné přežívat i nějaký čas ve vodě (jezera, rybníky), která tak představuje vhodné medium pro šíření infekce. Častým hostitelem IVA v přírodě jsou pak subklinicky infikovaní vodní a pobřežní ptáci. Virus se z organismu vylučuje sekrety a exkrety a k infekci dochází přes dýchací i trávicí trakt; u vodních ptáků se infekce šíří fekálně-orální cestou. Ptačími IVA se mohou infikovat i někteří savci (např. prasata, tuleni, norci, velryby), včetně člověka. Člověk ale také může být zdrojem infekce pro zvířata. Od r. 1997, kdy proběhla v Hongkongu chřipka ptáků (H5N1), je známa možnost přímého přenosu ptačího influenzového viru A z drůbeže na člověka.

## Projevy nemoci (symptomatologie)
Chřipka u drůbeže se projevuje širokým rozmezím klinických příznaků, které jsou ovlivňovány věkem, druhem a pohlavím hostitele, biologickými vlastnostmi viru, sekundárními infekcemi, podmínkami prostředí aj.; stejně tak morbidita a mortalita. Inkubační doba je ovlivňována dávkou viru, způsobem infekce a druhem hostitele. Může se pohybovat od několika hodin do několika dnů.

### Klinika
V hejnu drůbeže infikovaném méně virulentními kmeny viru (LPAI) se může pozorovat snížená aktivita i příjem krmiva, vyhublost, dehydratace, posedávání a shlukování pod tepelnými zdroji, načepýřené peří, nevyrovnaný růst, průjmovité výkaly s vyšším obsahem žluči, urátů a hlenu. Z respiračních příznaků to jsou kašlání, kýchání, chrapoty, silné slzení, sinusitida, otoky hlavy a obličeje, dále cyanóza (zmodrání) neopeřených částí těla a nervové poruchy (parézy, paralýzy, křeče, pohyb v kruhu, tortikolis, opistotonus). Kterýkoliv z těchto příznaků se může objevovat samostatně nebo v kombinaci s jinými. U nosnic se může vyskytovat kvokavost a pokles snášky různého stupně. Pokles snášky u kachen i krůt může dosahovat 10-40 %; oplozenost i líhnivost násadových vajec jsou také snížené. U krůt se mohou objevovat vejce nepravidelného tvaru (až 20 %), vejce depigmentovaná anebo s drsnou, příp. tenkou skořápkou. Onemocnění obvykle přetrvává asi 1-2 týdny, jindy naopak rychle kulminuje. Při déle trvajícím průběhu se může u kachen vyskytovat difteroidní stomatitida (zánět dutiny ústní) a tracheitida (zánět průdušnice). U pštrosů, exotických ptáků, dravců i volně žijících ptáků klinická manifestace obvykle chybí.
Infekce drůbeže vysoce virulentními kmeny viru (HPAI) se obvykle projevuje náhlými a četnými úhyny, otupělostí, nechutenstvím a načepýřeným peřím. U nosnic dochází k úplné zástavě snášky, někdy k úhynům bez příznaků. Mohou se také zjišťovat poruchy dýchacího, střevního i nervového systému různého stupně, změny na kůži, cyanóza (zmodrání) a otok (edém), u nosnic ve snášce žloutkové peritonitidy (zánět pobřišnice). Drůbež hyne v kómatu (bezvědomí).
Některé kmeny viru způsobují vážné onemocnění u jednoho druhu drůbeže a u druhého naopak probíhá infekce skrytě. Podobně se mohou chovat i viry shodného antigenního vybavení (subtypu). Např. virusy se subtypem H5 a H7 jsou obecně považovány za vysoce patogenní pro ptáky, ale existují i kmeny stejných subtypů, které jsou nepatogenní nebo jen málo virulentní.

### Patologie
Pitevní nálezy při chřipce ptáků jsou variabilní a odpovídají stupni postižení. Po infekci virulentnějšími kmeny viru se může zjišťovat různě intenzivně vyjádřený obraz hemoragické septikémie s překrvením a krváceninami (hemoragiemi) na sliznicích a serózách, nekrobiotickými změnami na kůži, hřebínku a lalůčcích, konjunktivitida a sinusitida s hlenovitým až sýrovitým výpotkem (exsudátem). V játrech, slezině a plicích bývají ložiskovité degenerativní změny. Jako důsledek komplikujících faktorů se může vyskytovat sérofibrinózní zánět tělní dutiny s nálepy na viscerálních orgánech a zánět vzdušných vaků.

## Diagnostika
Vzhledem k širokému spektru virulence terénních izolátů, variabilitě klinických příznaků i patologickoanatomických změn u ptáků lze konečnou diagnózu chřipky stanovit pouze na základě virologického anebo sérologického vyšetření. Subklinicky nebo mírně probíhající onemocnění drůbeže je často přehlédnuto nebo je podezíráno jiné příčinné agens, teprve až těžké respirační anebo nervové příznaky doprovázené náhle zvýšenými úhyny vyvolávají podezření na vysoce patogenní formu chřipky ptáků.
Izolace chřipkového viru se nejčastěji provádí na inkubovaných slepičích vejcích. Všechny kmeny viru chřipky aglutinují ptačí a některé savčí erytrocyty. K identifikaci izolátu se používají metody hemaglutinace, inhibice hemaglutinace, imunodifuze (typová specifičnost izolátu) nebo neutralizační test. Biologický pokus se provádí na krůťatech, kuřatech nebo kachňatech; virusy lze adaptovat na laboratorní zvířata. Protože existují IVA stejného subtypu hemaglutininu s odlišnou virulencí nebo dokonce nepatogenní, je nutné provádět identifikace subtypu povrchových antigenů (HA nebo NA), což již spadá do kompetence referenční laboratoře. Informace týkající se patogenity subtypů influenzaviru lze také získat sekvenováním genomu, neboť patogenita viru úzce souvisí s aminokyselinami v místě rozštěpení hemaglutininu.
Podle legislativy EU je za vysoce patogenní aviární influenzu drůbeže považována infekce způsobená jakýmkoli virem chřipky A, který má index intravenózní patogenity u šestitýdenních kuřat větší než 1,2, nebo jakákoli infekce virem chřipky A subtypu H5 nebo H7, u něhož se prokáže sekvence mnohočetných bazických aminokyselin v místě restrikce HA0.

## Terapie a prevence
Specifická terapie onemocnění není známa. K potlačení bakteriálních kontaminací se aplikují antibiotikum. Antigenní variabilita influenzových virů značně ztěžuje vývoj i používání účinných vakcín u drůbeže. V některých zemích byly vyvinuty vakcíny živé i inaktivované, praktického použití zatím nedosáhly. Kontrola výskytu chřipky zatím spočívá v dodržování obvyklých veterinárních a zoohygienických zásad při výskytu infekčních nemocí, v izolaci chovů a přerušení infekčního cyklu (ochrana před volně poletujícími ptáky, sanitace prostředí apod.). V případě výskytu vysoce virulentních virů influenzy A se provádějí přísná bezpečnostní opatření a zvířata v postižených chovech se utrácejí a neškodně odstraňují.